# Академічне веслування на літніх Олімпійських іграх 2016 — парні четвірки (жінки)
Змагання з академічного веслування серед парних четвірок (жінки) на літніх Олімпійських іграх 2016 пройшли з 6 по 10 серпня в Лагуні Родрігу-ді-Фрейташ. Участь брали 28 спортсменок.

## Призери
| Золото                                                    | Срібло                                                              | Бронза                                                               |
| Німеччина Каріна Бер Юлія Лір Ліза Шмідла Аннекатрін Тіле | Нідерланди Шанталь Ахтерберг Ніколь Беукерс Карліне Боу Інге Янссен | Польща Моніка Цяцюх Марія Спрінгвальд Йоанна Лещинська Агнєшка Кобус |

## Рекорди
Станом на 6 серпня 2016 світовий і олімпійський рекорди були такими:
| Світовий рекорд     | Німеччина | 06:06,840 | Амстердам, Нідерланди               | 30 серпня 2014 |
| Олімпійський рекорд | Китай     | 06:11,830 | Пекін, Китайська Народна Республіка | 10 серпня 2008 |

## Розклад
Час місцевий (UTC−3).
| Дата      | Час         | Раунд            |
| --------- | ----------- | ---------------- |
| 6 серпня  | 12:50–13:00 | Попередній етап  |
| 8 серпня  | 10:10       | Відбірковий етап |
| 10 серпня | 10:40       | Фінал A          |

## Змагання

### Попередній етап
Перші екіпажи з кожного заїзду безпосередньо проходять до фіналу змагань. Всі інші екіпажи потрапляють у відбірковий заїзд, де будуть розіграні ще два місця до фіналу.

#### Заїзд 1
| Місце | Спортсмени                                                        | Збірна     | Час     |
| ----- | ----------------------------------------------------------------- | ---------- | ------- |
| 1     | Дарина Верхогляд Олена Буряк Анастасія Коженкова Євгенія Німченко | Україна    | 6:35.48 |
| 2     | Дженніфер Клірі Меделін Едмундс Джессіка Голл Керрі Гор           | Австралія  | 6:37.43 |
| 3     | Шанталь Ахтерберг Ніколь Беукерс Карліне Боу Інге Янссен          | Нідерланди | 6:38.58 |
| 4     | Лін Чжан Цзян Янь Ван Юйвей Чжан Сіньюе                           | КНР        | 6:40.21 |

#### Заїзд 2
| Місце | Спортсмени                                                    | Збірна    | Час     |
| ----- | ------------------------------------------------------------- | --------- | ------- |
| 1     | Каріна Бер Юлія Лір Ліза Шмідла Аннекатрін Тіле               | Німеччина | 6:30.86 |
| 2     | Моніка Цяцюх Марія Спрінгвальд Йоанна Лещинська Агнєшка Кобус | Польща    | 6:33.43 |
| 3     | Трейсі Ейссер Меган Келмоу Грейс Лац Едрієнн Мартеллі         | США       | 6:40.78 |

### Відбірковий етап
З відбіркового заїзду у фінал проходило два екіпажи. Остання команда посідає 7-е підсумкове місце.
| Місце | Спортсмени                                                    | Збірна     | Час     |
| ----- | ------------------------------------------------------------- | ---------- | ------- |
| 1     | Шанталь Ахтерберг Ніколь Беукерс Карліне Боу Інге Янссен      | Нідерланди | 6:24.61 |
| 2     | Моніка Цяцюх Марія Спрінгвальд Йоанна Лещинська Агнєшка Кобус | Польща     | 6:25.49 |
| 3     | Лін Чжан Цзян Янь Ван Юйвей Чжан Сіньюе                       | КНР        | 6:28.49 |
| 4     | Трейсі Ейссер Меган Келмоу Грейс Лац Едрієнн Мартеллі         | США        | 6:28.54 |
| 5     | Дженніфер Клірі Меделін Едмундс Джессіка Голл Керрі Гор       | Австралія  | 6:28.60 |

### Фінал А
| Місце | Спортсмени                                                        | Збірна     | Час     |
| ----- | ----------------------------------------------------------------- | ---------- | ------- |
| 1     | Каріна Бер Юлія Лір Ліза Шмідла Аннекатрін Тіле                   | Німеччина  | 6:49:39 |
| 2     | Шанталь Ахтерберг Ніколь Беукерс Карліне Боу Інге Янссен          | Нідерланди | 6:50:33 |
| 3     | Моніка Цяцюх Марія Спрінгвальд Йоанна Лещинська Агнєшка Кобус     | Польща     | 6:50:86 |
| 4     | Дарина Верхогляд Олена Буряк Анастасія Коженкова Євгенія Німченко | Україна    | 6:56:09 |
| 5     | Трейсі Ейссер Меган Келмоу Грейс Лац Едрієнн Мартеллі             | США        | 6:57:67 |
| 6     | Лін Чжан Цзян Янь Ван Юйвей Чжан Сіньюе                           | КНР        | 6:59:45 |